# Vincenc Pavel Žák
Vincenc Pavel Ziak či Žák (12. ledna 1797 Úsobí – 30. března 1867 Podivín) byl moravský národní buditel, spisovatel a překladatel, katolický kněz.

## Život
Narodil se v Úsobí u Havlíčkova Brodu, po studiích filosofie a teologie byl v roce 1820 vysvěcen na kněze. Působil jako kaplan a učitel na mnoha různých místech, mj. byl vězeňským kaplanem na Špilberku, ředitelem brněnské školy a přednášejícím katechetiky na brněnské teologické škole. Od roku 1854 byl farářem v Podivíně, posléze byl jmenován děkanem, od roku 1863 byl kanovníkem brněnské kapituly.
Italský karbonář Silvio Pellico, který byl na Špilberku uvězněn, o něm ve své autobiografické knize Z mých žalářů (Le mie prigioni) hovoří jako o učeném a váženém člověku (dotto ed egregio uomo), který mu ve vězení velice pomohl častými rozhovory s vězni i osobním příkladem, vyzdvihuje jeho „velké vzdělání, pevnou víru a hlubokou filosofii“, obdivuje také jeho trpělivost, s jakou „vždy s úsměvem snášel bolesti zubů, krku a uší, které ho stále trápily“ (kapitola XCI).

## Dílo
- Seznam děl v Souborném katalogu ČR, jejichž autorem nebo tématem je Vincenc Pavel Žák

Velmi se angažoval ve vlastenecké činnosti, psal mnoho článků o jazykové otázce a byl členem vlasteneckých kroužků, dokud mu tato činnost nebyla zakázána nadřízenými v církevní správě. V roce 1842 vydal německy psanou učebnici češtiny, ve své době velmi ceněnou a několikrát vydanou.
Nejzajímavější částí jeho díla jsou překlady. Mimo drobnějších překladů, zejména z němčiny, francouzštiny a italštiny, a vlastních povídek bez větší literární hodnoty přeložil Tassův Osvoboděný Jeruzalém (1853, patrně ale dokončeno již 1833). Tento překlad, ač poměrně přesný, nebyl ani ve své době příliš úspěšný pro nejistou veršovou formu (převádí rýmovaný sylabotónický originál do časoměrného verše, někde ovšem - bez jakéhokoli systému - původní formu ponechává a jinde kombinuje časoměrnou a rýmovanou formu), svérázný pravopis a především neobvyklý jazyk, založený na moravských dialektech, který má napodobit libozvučnost italštiny a rovněž najít kompromis mezi češtinou a slovenštinou. Jeho neologisující a moravisující jazykové formy se ale přes počáteční podporu moravských vlasteneckých kruhů neujaly, zčásti kvůli odmítnutí Františka Palackého, čímž selhaly veškeré obrozenecké pokusy o rozlišení mezi moravským a českým spisovným jazykem.